# Jan-Peter Röderer

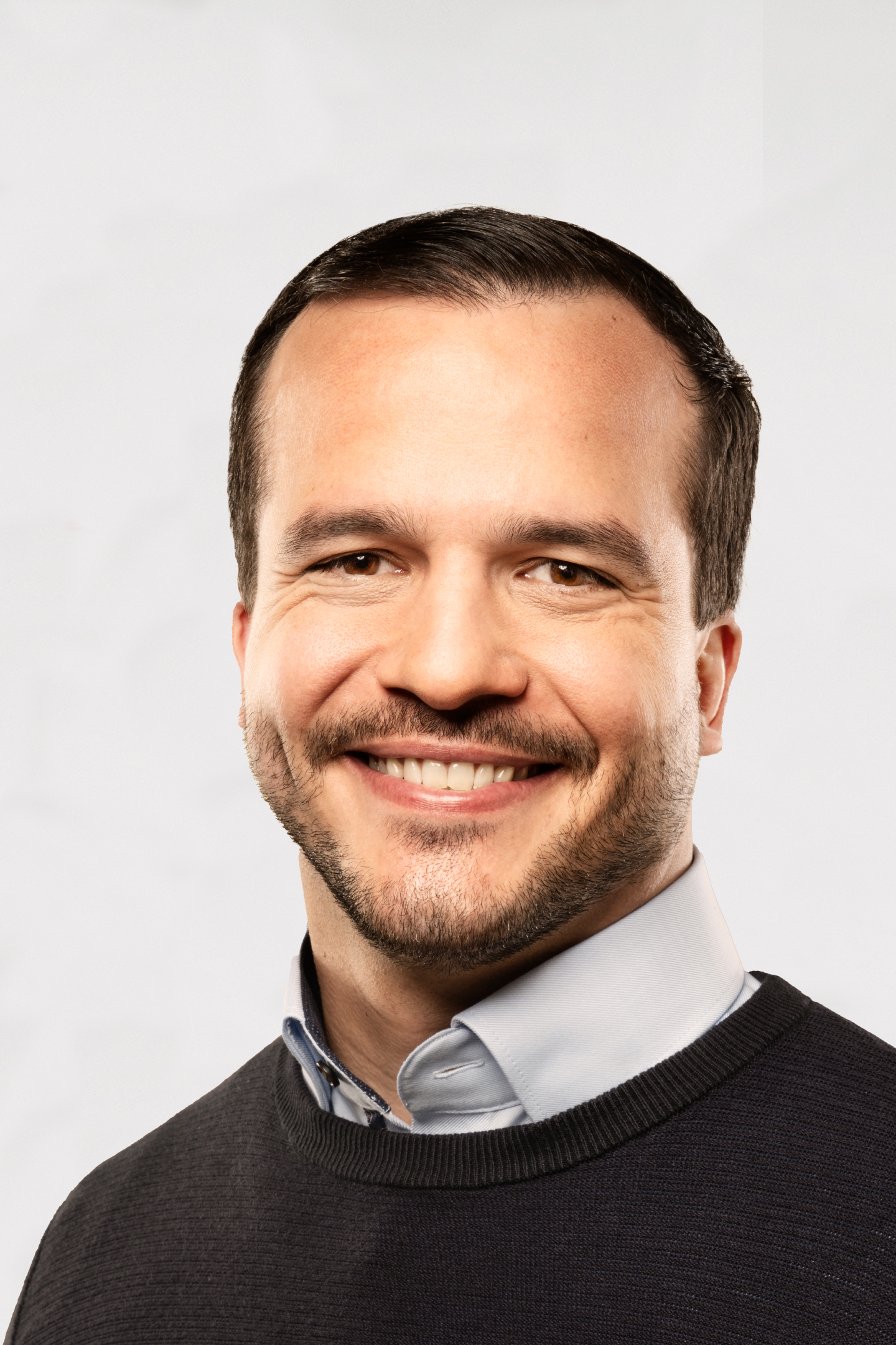
Jan-Peter Röderer, 2021

Jan-Peter Röderer (* 18. Mai 1986 in Eberbach) ist ein deutscher Politiker (SPD). Seit 2021 ist er Abgeordneter im Landtag von Baden-Württemberg.

## Leben
Nach dem Schulbesuch in Eberbach und Abitur 2005 studierte Röderer Biologie an der Universität Heidelberg mit Bachelor in allgemeiner Biologie und Master in Molekularbiologie 2010. Zunächst blieb er an der Hochschule im Bereich der Neurowissenschaften weiter tätig, bevor er 2017 in die Qualitätssicherung in einem Betrieb der pharmazeutischen Industrie wechselte. Dort war er bis zu seiner Wahl in den Landtag 2021 tätig. Er ist Mitglied der Industriegewerkschaft Bergbau, Chemie, Energie (IG BCE). 
Röderer ist verheiratet und hat zwei Kinder.

## Politik
Seit 2015 hat Röderer, zunächst als Nachrücker, ein Mandat im Gemeinderat von Eberbach inne. Er ist seit 2018 SPD-Vorsitzender in Eberbach sowie seit 2019 stellvertretender Vorsitzender im SPD-Kreisverbandes Rhein-Neckar. Bei der Landtagswahl in Baden-Württemberg 2021 erhielt er ein Zweitmandat im Wahlkreis Landtagswahlkreis Sinsheim.